# Мис Пепеляшка
„Мис Пепеляшка“ е българско реалити шоу. То започва през пролетта на 2015 г. по Нова телевизия.

## Сезони
| Сезон | Сезон | ТВ канал | Година    | Епизоди | Старт           | Финал            |
| ----- | ----- | -------- | --------- | ------- | --------------- | ---------------- |
|       | 1     | Нова ТВ  | 2015      | 8       | 9 април 2015    | 28 май 2015      |
|       | 2     | Нова ТВ  | 2016-2017 | 8       | 17 ноември 2016 | 24 февруари 2017 |

## Формат
Известни моделки заменят безгрижния си живот с предизвикателствата на селския труд, а обикновени момичета разбират, че славата също иска своите жертви. Двете реалности се озоват една срещу друга, а културният шок от тяхната среща провокира серия любопитни ситуации, въпроси и житейски равносметки. На края на шоуто двете героини посрещат новите си изпитания и застават лице в лице, за да разкажат какво са преживели и какво ги е впечатлило.